# William John Swainson
William Swainson (n. 8 octombrie 1789, Londra – d. 6 decembrie 1855, Noua Zeelandă), membru al Linnean Society of London și Royal Society, a fost un ornitolog, malacolog, entomolog și artist englez. S-a ocupat cu realizarea unor atlase ce conțin imagini cu animale, cea mai importantă lucrare fiind Zoological Illustrations.